# Dominio de enlace

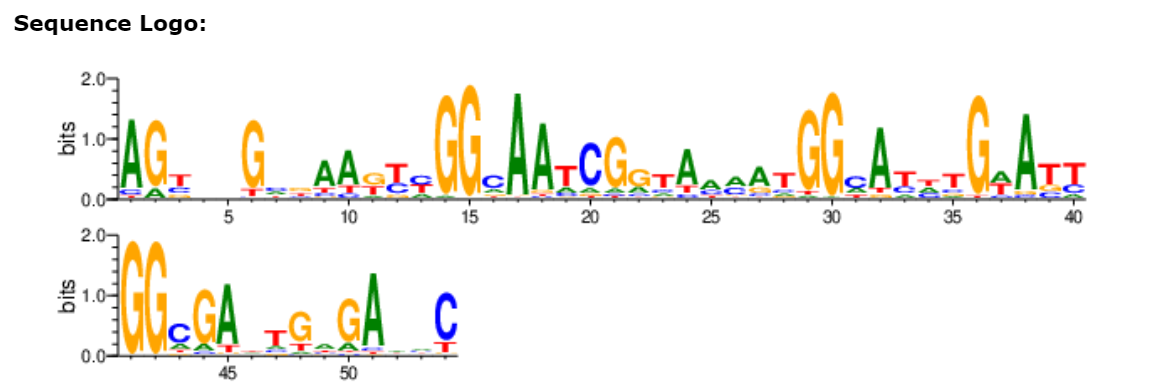
Dominio de Enlace

Un dominio de unión o enlace es un dominio de proteína  qué enlaza a un átomo concreto o molécula, como calcio o ADN.  Un dominio de proteína es una parte  de una secuencia de proteína y una estructura terciaria que puede cambiar, funciónar y vivir por sí misma, independiente del resto de la cadena de la proteína.  Al unirse, las proteínas pueden experimentar un cambio conformacional.  Los dominios de enlace son esenciales para el funcionamiento de muchas proteínas.  Son esenciales porque  ayudan a unir, ensamblar y traducir proteínas.
Los ejemplos de ámbitos obligatorios incluyen el dedo de Zinc, el cual se enlaza a ADN, y la mano de EF, que se enlaza al calcio. 